# 屈紹剛
屈绍刚（1962年—），湖南永州人，中华人民共和国军事人物，中国人民解放军少将军衔。
曾任广州军区司令部动员部部长、广西省軍區副司令、軍區參謀長、軍區政治部主任等。